# Клуб нянек
«Клуб нянек» (англ. The Baby-Sitters Club) — американский кинофильм.

## Сюжет
Кристи Томас, тринадцатилетней девчонке-сорванцу, президенту клуба нянек, в голову приходит идея открыть дневной летний лагерь для детей. Её лучшая подруга, Мэри Анн Спайер вместе со своей сводной сестрой Доун Шафер, предлагают устроить его на заднем дворе своих родителей. Все члены клуба (Кристи Томас, Мэри Анн Спайер, Доун Шафер, Клаудия Киши, Стейси МакГилл, Мэллори Пайк и Джесси Рамси) клянутся следить за тем, чтобы дети хорошо себя вели.
Тем временем Кристи сталкивается с проблемами при встрече со своим отцом, который оставил семью семь лет назад. Она обдумывает, стоит ли говорить об этом своим друзьям и семье. Мэри Анн — единственная, кому Кристи сказала о встрече с отцом. Любопытство остальных девочек растёт. Клаудия проводит время в летней школе и должна пересдавать тест, иначе ей придётся остаться на второй год и её исключат из клуба. Стейси МакГилл потеряла голову из-за семнадцатилетнего мальчика Люка. Их отношения развиваются, и девочка сталкивается с необходимостью сказать ему о своем диабете и позже о своем возрасте. Всё раскрывается после роковой поездки в клуб в Нью-Йорке, где вышибалы не пускают её внутрь, поскольку она слишком маленькая. Люка шокирован, он не может поверить, что Стейси тринадцать лет. В это время Доун должна встретиться лицом к лицу со своей соседкой, вспыльчивой миссис Хаберман, которую раздражают мероприятия на заднем дворе у Шаферов. Маллори пишет свою первую книгу, в то время как Джессика продолжает танцевать и приближаться к свой мечте стать профессиональной танцовщицей.
В конце фильма Кристи празднует своё тринадцатилетие и договаривается с отцом, что он отвезёт её в парк развлечений. Обещая своим подругам, что она отпразднует сама, Кристи отправляется на встречу с отцом, но он не появляется. Она бредёт домой, пока не сталкивается с друзьями. Мэри Анн призналась друзьям, что отец Кристи вернулся. Люка везёт девочек обратно к родителям Маллори, где Кристи получает свой торт. Стейси прощается с Люка, а он обещает в следующем году вернуться в городок. Обрадованная Стейси говорит, что ей уже будет 14, когда он вернется. Люка целует её перед тем, как уехать.

## В ролях
- Скайлер Фиск — Кристи Томас
- Эллен Берстин— миссис Хаберман
- Бри Блэр — Стэйси МакГилл
- Рэйчел Ли Кук —  Мэри Энн Спир
- Лариса Олейник  — Дон Шафер
- Трисия Джо  — Клаудия
- Марла Соколофф  — Коки Мейсон
- Стэки Линн Рамсауэр   — Мэллори Пайк
- Зелда Харрис — Джесси Рэмси
- Ванесса Зима — Рози Уайлдер
- Кристиан Оливер — Лука
- Брук Адамс  — Элизабет Томас-Брюэр
- Брюс Дэвисон — Уотсон   Брюэра
- Остин О’Брайен — Логан Бруно

## Съёмочная группа
- Авторы сценария: Энн-Мари Мартин (книга)
Далин Янг
- Исполнительный продюсер: Марк Абрахам
- Продюсеры: Джейн Стартц
Питер О. Олмон
- Оператор: Уилли Карэнт
- Композитор: Дэвид Майкл Фрэнк
- Костюмы: Сьюзи Де Санто
- Монтаж: Кристофер Гринбери
- Художник: Ларри Фултон